# Јован Лазаревић (атлетичар)
Јован Лазаревић (Мудрике, 3. мај 1952) бивши је југословенски атлетски репрезентативац у бацању кугле. Био је члан АК Партизан и АК Црвена звезда из Београда. Тренирао га је Никола Томасовић.
На Европским првенствима у дворани учествовао је два пута. На 12. Европском првенству 1982. у Милану освојио је бронзану медаљу резултатом 19,48 м. На следећем првенству 1984. у Гетеборгу био је 6. резултатом  20,01 м.
На Медитеранским играма освојио је златну медаљу у Казабланци 1983. и сребрну у Латакији четири године касније. Био је и првак Балкана 1981.
Четвороструки je првак Југославије: 1982, 1983, 1987. и 1988.
За репрезентацију Југославије такмичио се 26 пута.

## Лични рекорди
| Дисциплина   | Дисциплина   | Резултат | Место  | Датум             |
| ------------ | ------------ | -------- | ------ | ----------------- |
| Бацање кугле | на отвореном | 20,54 м  | Минск  | 26. јул 1990.     |
| Бацање кугле | у сали       | 20,29 м  | Торино | 21. фебруар 1984. |